# М4 Шърман
М4 „Шърман“ (на английски: M4 Sherman) американски среден танк. Произвеждан е в периода 1942 – 1945 година за нуждите на американската армия, като по договора „Заем-наем“ е доставян и на съюзниците – основно Великобритания и СССР, по време на Втората световна война. Произведени са ~50,000 броя от всички модификации, което го прави най-масово произвежданият американски танк и трети в света след Т-34 и Т-55. Шасито на М4 става основа на други бронирани бойни машини като самоходни противотанкови оръдия, ремонтно-евакуационни машини и самоходни артилерийски установки. Във Великобритания танкът е наречен „Шърман“, на името на генерал Уилям Шърман, участник в гражданската война в САЩ.

## История
Началото на Втората световна война заварва САЩ само с един модел среден танк – М2, въоръжен с 37-mm оръдие. Бързите успехи на германските танкови съединения принуждават Артилерийския департамент на САЩ спешно да поръча разработката на нов среден танк. През юли 1940 г. новият танк е стандартизиран под името М3 Лий. Построен на основата на М2, като в дясната част на корпуса в спонсон е монтирано 75-mm оръдие. В края на лятото на 1941 г. започва и масовото производство на танка. Успоредно с неговото производство започва и разработването на нов танк, където трябва да се отстранят сериозните недостатъци на М3 – неудачно разположение на 75-mm оръдие, скъп и сложен за изработка, голям екипаж – 6 – 7 души. Тактико-техническите изисквания за новия танк са готови на 31 август 1941 г., а работата по него започва на 1 февруари 1941 г. С цел по-бърза и евтина разработка танкът е проектиран на основата на М3, като се запазва шасито, трансмисията и двигателят, но обемът на моторното отделение е увеличен с оглед бъдещо монтиране на по-мощен двигател. Предвижда се куполата да е от лети елементи и заварени стоманени плочи с възможност да се монтират различни типове въоръжение. Екипажът е намален на 5 души. През юни 1941 г. е готов и пълноразмерен дървен макет на прототипа Т6. Едновременно се подготвят за изпитания два модела – с лята горна част на корпуса и от заварени листове. Първият прототип е представен пред Артилерийския департамент на 2 септември 1941 г. Комисията предлага редица поправки, сред които – да бъдат премахнати командирската куполка и люковете на борда. След направените корекции танкът е стандартизиран на 5 септември 1941 г. като среден танк М4 (англ. Medium Tank, M4). През ноември започва изготвянето на опитната партида. С протокол от 11 декември моделът със заварен корпус получава означението М4, а този с лят – М4А1. От февруари 1942 г. започва серийното производство. Първите танкове, които слизат от конвейера, са от модификацията М4А1, последвани след половин година от М4. Производството на М4А1 първа започва фирмата Lima Locomotive Works. Първоначално на танка се монтира 75-mm оръдие М3 и две 7,62-mm картечници, по-късно заменено от 76-mm оръдие М1А1. Двигателят е 9-цилиндров звездообразен бензинов Continental R-975 EC-2 с въздушно охлаждане. В следващите модификации се използват още няколко двигателя.
В края на 1941 г. е одобрена и спецификацията за дизелова версия на М4, която се появява през пролетта на 1942 г. като М4А2. На него се монтира дизелов двигател General Motors 6046. Тази модификация е доставяна основно на морската пехота. В края на май същата година се появява и версията М4А3, на която се монтира новият 8-цилиндров двигател Ford GAA с мощност 500 к.с. С оглед предстоящите бойни действия в Европа на основата на тази модификация е създаден тежък щурмови танк М4А3Е2, чието производство започва през май 1944 г. Той става известен сред частите с прозвището „Джъмбо“ (Jumbo).
През юни 1942 г. започва производството на версия М4А4, на който се монтира 30-цилиндров бензинов двигател Chrysler A57 multibank. Танкове от тази модификация са доставяне главно на Великобритания – общо 5000 танка. Британците модифицират куполата и заменят оръдието със 76-mm оръдие QF 17-pounder с начална скорост на бронебойните снаряди 908 m/s. Тази версия – Sherman VC, известна и като Sherman Firefly (светулка), е най-мощният танк в британската армия и единствен способен да се бори в близък бой срещу германските Тигър и Пантера. От тази версия във Великобритания са произведени 2000 бройки.
През есента на 1942 г. компанията Caterpillar Tractor разработва версията М4А6 с многогоривен дизелов двигател Caterpillar D200A. Производството на модификацията започва през октомври 1943 г. в Detroit Tank Arsenal, но са построени само 75 машини и работата е прекратена в полза на М4А3. През юли 1945 г. производството на М4 е изцяло прекратено.

## Устройство

### Конструкция
Танкът е изграден с класическа конструкция. В предната част е отделението за управление, в което се намира и трансмисията. В него се разполагат механик водачът – отляво на трансмисията и помощникът му и стрелец с курсовата картечница – отдясно. при британската модификация Sherman Firefly няма помощник механик-водач. В средата е бойното отделение, където в триместна купола са разположени мерачът и командирът на танка – от дясната страна на оръдието, и пълначът – от лявата страна. В задната част е моторното отделение.

### Двигател и трансмисия
На различните модификации са монтирани няколко типа двигатели. В най-ранните версии – M4A1, M4, M4(105), M4A1(76)W, двигателят е 9-цилиндров звездообразен бензинов Continental R-975 EC-2 с въздушно охлаждане и работен обем 16 l на Continental Motors, Inc. По-късно заменен от R-975 EC-1 или -4, позволяващ работа с бензин с по-ниско октаново число с 350 или 400 к.с. (261 или 298 kW) при 2400 оборота.
На версия M4A2 се монтира 12-цилиндров дизелов двигател General Motors 6046, състоящ се от сдвоени в едно цяло два 6-цилиндрови двигателя (twin engine), с мощност 375 к.с. (280 kW) при 2100 оборота и работен обем 14 l.
На версия M4A3 двигателят е специално разработеният 8-цилиндров V-образен Ford GAA на основата на авиационен двигател, с мощност 450 к.с. (336 kW) при 2600 оборота. Двигателят е с 32 клапана и два карбуратора Stromberg NA-Y5-G и работен обем 18 l.
Версията М4А6 е с многогоривен дизелов двигател Caterpillar D200A на Caterpillar Tractor, който е преработена версия на 9-цилиндровия звездообразен авиационен Wright R-1820 Cyclone с мощност 450 к.с. (336 kW) при 2400 оборота.
Трансмисията на танка е разположена в предната част, като въртящият момент от двигателя се предава към нея чрез карданов вал, разположен върху дънната част на корпуса и минаващ през бойното отделение. Състои се от фрикцион със сухо триене, карданов вал, скоростна кутия, механизъм за завиване, едностепенни бордови предавки. Скоростната кутия е механична, с 5 скорости и една задна, като скорости 2,3, 4 и 5 са синхронизирани. Има двоен диференциал Cletrac. Управлението се осъществява посредством два лоста със сервоприводи от механик-водача. Корпусът на трансмисията е лят и долната му част се явява и дънна част на корпуса, като от една страна предпазва екипажа от осколки, но, от друга, пораженията върху него водят до отказ на самата трансмисия.

### Ходова част
Ходовата част е взета изцяло от танка М3. Състои се от по три тележки. Всяка тележка с по две гумирани опорни ролки, две пружини и носеща ролка. В ранните версии опорната ролка е над горната част на тележката, както е в окачването на танковете М2, а в по-късните серии е зад горната част на тележката. Пружинното окачване е с вертикални пружини, тип VVSS (англ. Vertical Volute Spring Suspension). Веригата се състои от 79 стоманени трака с ширина 420 mm, ход 152 mm и гуменометалически шарнири. Първоначално на траковете са поставяни гумени протектори, но след настъплението на Япония в Азия и намаляване на доставките на каучук, се монтират метални протектори (заварени или на болтове). След нормализацията на доставките металните протектори са покривани допълнително с гума. На канадските танкове са монтирани собствена разработка лети тракове тип C.D.P.
В края на март 1945 г. окачването е модернизирано. Опорните ролки вече са двойни, монтират се по две хоризонтални пружини, добавени са хидравлични амортизатори за всяка тележка, опорните ролки са две сдвоени, с гумен бандаж, отделени от тележките. Траковете вече са с ширина 584 mm. Окачването с хоризонтални пружини е наречено HVSS (англ. Horisontal Volute Spring Suspension).

### Въоръжение
Още при първоначалната разработка се предвижда на танка да може да се монтират различни типове въоръжение – 75-mm или 76,2-mm оръдие, 105-mm гаубица. Първоначално се монтира 75-mm нарезно оръдие М2, по-късно заменено с по-новото оръдие М3, с дължина L40 и боекомплект 97 снаряда. Ъгълът на възвишение/снижение на оръдието е от +25 до –10°. Оръдието има и жироскопичен стабилизатор във вертикална посока на Westinghouse. Въпреки че този тип ранни стабилизатори все още не позволява стрелба в движение, той дава възможност след изстрел целта все още да остава в прицела и повишава на 70% вероятността от попадение на дистанция от 270 до 1100 m. За оръдието са предвидени унитарни снаряди от типа:
- APCBC-T – бронебойно трасиращ, остроглав, със защитен и балистичен накрайник M61 Projectile;

- AP-T – бронебойно трасиращ, остроглав – M72 Shot;

- HVAP – бронебоен с волфрамов сърдечник – T45 Shot (само за експериментални цели);

- HE – осколочно-фугасен – M48 Shell;

- HC – димен – M89 Shell[7].

През февруари 1944 г. се появяват първите танкове с новото 76-mm оръдие М1А1 с дължина на ствола L55 и дулен спирач. Те са от версията M4A1(76)W. – Означението W идва от англ. Wet – мокър, и указва, че стелажите за снаряди са от т.нар. „мокър“ тип – контейнери, пълни с вода и етиленгликол, където в цилиндрични гнезда се поставят снарядите с цел да се намали вероятността за възпламеняване при попадение или пожар. Боекомплектът е 77 унитарни снаряда:
- APCBC-T – бронебойно трасиращ, остроглав, със защитен и балистичен накрайник M62 Projectile;

- AP-T – бронебойно трасиращ, остроглав – M79 Shot;

- HVAP – бронебоен с волфрамов сърдечник – M93 Shot;

- HE – осколочно-фугасен – M42A1 Shell;

- HC – димен – M88 Shell[8].

За непосредствена огнева поддръжка на пехотата на част от танковете се монтира 105-mm гаубица М4, която е модифицирана версия на гаубицата М2А1. При нея отсъства стабилизатор, а боекомплектът е намален до 66 унитарни снаряда:
- HE – осколочно-фугасен – M1 Shell;

- HEAT-T – Кумулативен трасиращ – M67 Shell;

- HC BE – димен – M84 Shell smoke;

- WP BE – димен – M60 Shell smoke. [9]

През януари 1944 г. Великобритания започва производството на версията Sherman VC, известна и като Sherman Firefly, на която се монтира британското противотанково 76,2-mm оръдие QF 17-pounder (Ordnance Quick-Firing 17-pounder) с дължина L55 и боекомплект 77 изстрела. При тази модификация се налага оръдието да бъде завъртяно на 90°, за да може да се зарежда от лявата страна. За намаляване на отката се монтира дулен спирач, а от екипажа е премахнат помощник-водачът и на неговото място са добавени стелажи с боеприпаси.
За стрелба с оръдието са предвидени:
- AP-T – бронебойно-трасиращ остроглав – Shot, AP, Mk.III T;

- APC-T – бронебойно-трасиращ със защитен накрайник – Shot, APC, Mk.IV T;

- APCBC-T – бронебойно-трасиращ със защитен и балистичен накрайник – Shot, APCBC, Mk.VIII T;

- APDS-T – бронебойно-подкалибрен с отделящ се поддон – Shot, SVDS, Mk.I T;

- HE – осколочно-фугасен – Shell, HE, Mk.I T.

Като допълнително въоръжение се използват 3 картечници. С оръдието е сдвоена една 7,62-mm картечница Browning M1919A4, с която стреля мерачът. Втора 7,62-mm картечница Browning M1919A4 е монтирана на сферична установка в предната дясна част на корпуса и се обслужва от помощник механик-водача. Боекомплектът за двете картечници е общо 4750 патрона. Върху куполата е монтирана на стойка 12,7-mm зенитна картечница Browning M2HB с боекомплект 300 патрона.
От юни 1943 г. в лявата част на куполата се монтира и 51-mm димова гранатохвъргачка M3, с която стреля пълначът. Гранатохвъргачката е с боекомплект от 12 димови гранати, които може да изстрелва на фиксирана далечина – 35, 75 и 150 m. За стрелба с нея е можело да се използват и 50-mm мини. За индивидуална защита на екипажа са придвидени пет 11,43-mm картечни пистолета Thompson M1928A1 с боекомплект 600 патрона и 12 ръчни гранати. При модификациите със 76-mm оръдие – М4А1(76)W, М4А2(76)W и М4А3(76)W боекомплектът за 7,62-mm картечници е 6250 патрона, за 12,7-mm картечница – 600 патрона и за 11,43-mm картечен пистолет – 900 патрона. За Sherman Firefly боекомплектът за 7,62-mm картечници е 5000 патрона, за 12,7-mm картечница – 1170 патрона и за 11,43-mm картечен пистолет – 440 патрона. .
За стрелба с оръдието и сдвоената картечница в ранните версии мерачът използва телескопичен прицел М55 с трикратно увеличение, както и перископичен прибор за наблюдение М4 с вграден телескопичен прицел М38А2, който може да се използва като резервен. В танковете със 76-mm оръдие M1A1 се използват прицели M47A2 вместо M38A2 и M51 вместо M55, а тези със 105-mm гаубица – M77C вместо M38A2.
В по-късните версии за всички типове оръдия се използва универсален перископичен прицел М10 или М16 с два вградени телескопични прицела с еднократно и шесткратно увеличение. Използват се и телескопични прицели М70 с подобрено качество, М71 с петкратно увеличение, М76 с разширено обзорно поле, М83 – с 4 и 8-кратно увеличение. Телескопичните прицели са монокулярни. За стрелба от закрити позиции се използва азимутен указател.

### Защита и оборудване
Корпусът на танка е изработван в два основни варианта – лят и от заварени листове. С лети корпуси са модификациите M4A1 и M4A1(76)W. При M4 Composite и M4A6 предната част е лята, заварена към страничните бордове, като служи и като брониран капак на трансмисията. Първоначално предната част е изградена от три елемента, а в по-късните – от един. От двете ѝ страни са заварени и летите корпуси за бордовите предавки. При M4A6 корпусът е удължен, за да се увеличи обемът на моторното отделение. При всички останали версии корпусът е изграден изцяло от заварени валцувани бронирани листове. В ранните версии челната броня е с дебелина 51 mm и наклон от 60°, като е отслабена и от отвори за наблюдателни прибори. В по-късните модификации приборите за наблюдение са преместени в горната част на корпуса, а ъгълът на наклон на челния лист е 47°. Бордовете на корпуса са от вертикални валцувани листове с дебелина 38 mm. Прототипите са имали и люк за екипажа на страничните бордове, но при серийното производство са премахнати. В горната част на борда има два люка за механик-водача и помощникът му, а на дъното има авариен евакуационен люк.
Боеприпасите се разполагат в стелажи от двете страни на корпуса над веригата и на пода. За защита на боеприпасите отвън на бордовете са заварявани допълнителни бронирани плочи на местата на стелажите. При версиите със 76-mm оръдие започват да се използват „мокри“ стелажи, където гнездата за снарядите са потопени в метален корпус, пълен с вода и етиленгликол. На тези версии не са поставяни допълнителни бронирани листове върху бордовете.
Куполата е лята с цилиндрична форма и леко удължена задна част. Дебелината на челната броня е 76 mm, а на страничните стени – 51 mm. Маската на оръдието има допълнителна броня от 89 mm. В първите серии в горната част на куполата има само един люк отдясно, през който влизат, пълначът, мерачът и командирът. От лявата страна на куполата има люк за стрелба с личното оръжие, който през 1943 г. е премахнат, но година по-късно отново е върнат. Куполите на версиите със 75-mm оръдие и 105-mm гаубица се различават в горната част по допълнителния бронекалпак на вентилатор при версията с гаубица. Версиите със 76-mm оръдие получават нова удължена купола от експерименталния танк Т23, където е добавен и втори люк отляво – за пълнача.
За радиовръзка се използва УКВ радиостанция SCR 508 с два приемника, SCR 528 с един приемник или SCR 538 без предавател. Антената за радиостанцията е монтирана върху куполата, в задната лява част. Командирските танкове разполагат и с късовълнова радиостанция SCR 506, чиято антена е монтирана в дясната част на предния брониран лист на корпуса. 
За вътрешна връзка между членовете на екипажа се използват танкови разговорни устройства BC 605, които са част от радиостанцията. Има възможност и за монтиране на външен телефон BC 1362 в задната дясна част на корпуса за връзка с пехотата. В танка може да се използва и мобилната радиостанция AN/VRC 3 за връзка с пехотните радиостанции SCR 300.
За условия с влошена видимост, най-вече при бойните действия в Северна Африка, танкът е оборудван с жирокомпас.

## Варианти
- М4 – базова версия с лят корпус, 75-mm оръдие М3, с бензинов двигател Continental;

- М4(105) – модификация на М4 със 105-mm гаубица М4;

- М4(105) HVSS – модификация на М4(105) с окачване с хоризонтални пружини;

- М4A1 – базова версия с корпус от заварени листове, 75-mm оръдие М3, с двигател Continental;

- М4A1E4/M4A1(76)W – модификация със 76-mm оръдие М1А1 и „мокри“ стелажи за боеприпаси;

- М4A1E4/M4A1(76)W HVSS – модификация на M4A1(76)W с окачване с хоризонтални пружини;

- М4A1Е9 – следвоенна модификация с допълнителна броня, модифицирана купола, 75-mm оръдие М3;

- М4A1 Grizzlie – канадска модификация с по-широки тракове на веригите и британска радиостанция №19;

- М4A2 – версия със 75-mm оръдие М3, с бензинов двигател Ford GAA;

- M4A2E4 – модификация с торсионно окачване, невлязла в серийно производство;

- M4A2E8/M4A2(76)W HVSS – модификация със 76-mm оръдие М1А1, „мокри“ стелажи за боеприпаси и окачване с хоризонтални пружини;

- М4A3 – версия с дизелов двигател General Motors 6046;

- M4A3(75) – модификация на M4A3 със 75-mm оръдие М3;

- M4A3(105) – модификация на M4A3 със 105-mm гаубица М4;

- M4A3E2 Assault Tank – модификация на щурмови танк, позната като „Джъмбо“ с допълнителна броня, със 76-mm оръдие М1А1;

- M4A3E4/M4A3(76)W – модификация на M4A3 със 76-mm оръдие М1А1 и „мокри“ стелажи за боеприпаси;

- M4A3E8/M4A3(76)W HVSS (Easy Eight) – модификация на M4A3, известна като „вярната осмица“, със 76-mm оръдие М1А1, „мокри“ стелажи за боеприпаси и окачване с хоризонтални пружини;

- M4A3E9/M4A3(105) HVSS – модификация на M4A3 със 105-mm гаубица М4 и окачване с хоризонтални пружини;

- М4A4 – версия с бензинов двигател Chrysler A57, със 75-mm оръдие М3;

- М4A5 – това означение не е използвано за американските танкове, а е запазено за произвежданите в Канада М4, известни и като Ram.

- Sherman Caliope, съоръжен със система за залпов огън Т34 Caliope във ФранцияМ4A6 – версия с дизелов двигател Caterpillar D200A, със 75-mm оръдие М3;

## Машини на основата на М4
- Sherman Vc/Sherman Firefly – модификация на M4A4 с британско 76-mm оръдие QF 17 pounder;

- Sherman Jumbo – щурмова модификация на M4A3(75)W с допълнителна броня и нова купола на основата на опитния танк Т23, със 75-mm оръдие M3;

- Sherman Calliope – ракетен танк на основата на M4A1 или M4A3, оборудвана допълнително със система за залпов огън T34 Calliope с 60 направляващи цеви за 114-mm ракети М8;

- T40 Whizbang – ракетен танк, оборудван допълнително със система за залпов огън с 20 направляващи цеви за 182-mm ракети М17;

- M4 Sherman Crocodile – огнеметен танк с установка от британския танк Churchill Crodile;

- Огнеметен танк М4А3R3 в битката за Иво Джима, 1945 г.M4A3R3 Zippo – огнеметен танк, използван при битката за Иво Джима;

- POA-CWS-H1 – британска версия на огнеметен танк на основата на M4А1;

- М7 – 105-mm самоходна гаубица на шаси от M4A3;

- М12 – 155-mm самоходно оръдие на шаси от M4;

- М30 – снаряден транспортьор на основата на М12 с премахнато оръдие;

- Самоходно 155-mm оръдие M40М40 – 155-mm самоходно оръдие на шаси от M4A3 (HVSS);

- М43 – 203-mm самоходна гаубица на разширено и удължено шаси от M4A3;

- Унищожител на танкове М10М10 – 76,2-mm унищожител на танкове на шаси от M4A2;

- М11 – 76,2-mm унищожител на танкове на шаси от M4A3;

- М36 – 90-mm унищожител на танкове на основата на танков унищожител М10А1;

- М36B1 – 90-mm унищожител на танкове на шаси от M4A3;

- М36B2 – 90-mm унищожител на танкове на шаси от M10;

- M32 – бронирана ремонтно-евакуационна машинаМ32 – бронирана ремонтно-евакуационна машина на шаси от M4 с монтиран кран;

- М74 – бронирана ремонтно-евакуационна машинаМ74 – модификация на бронираната ремонтно-евакуационна машина М32, пригодена за по-тежките следвоенни танкове, на основата на шаси от M4A3 HVSS;

- М34 – брониран артилерийски влекач на основата на М32B1;

- М35 – брониран артилерийски влекач на основата на основата на танков унищожител М10А1;

- Sherman DD (Duplex Drive) – британска версия на М4 Sherman, пригоден за преодоляване на водни препятствия, разработен през 1944 г. за десанта в Нормандия. Добавени са допълнителни надуваеми екрани от гумирана брезентова тъкан над горната част на корпуса и витло, задвижвано от двигателя. Популярен е и с наименованието Donald Duck;

- М4 Mobile Assault Bridge – М4 с добавен лек понтонен мост;

- M4 Dozer – M4A3 със 105-mm гаубица и монтирано допълнително греблоМ4 Dozer – М4 с добавено булдозерно гребло;

- M4A4 с минен тралSherman Crab – М4 с добавен минен трал;

## Следвоенни варианти

### Аржентина
- Repotenciado – модификация на британските Sherman VC и IC Hybrid със 105-mm оръдие FTR L44/57 и сдвоена картечница MAG-58;

### Египет
- M4A4 – модификация на M4A4 с купола FL-10 от френския танк AMX-13 и дизелов двигател от М4А2;

### Израел
- Израелски Sherman M-50 с купола от френския AMX-13Sherman (Krupp) – модификация на M4 със 75-mm оръдие на Krupp, по-късно заменени със 105-mm гаубица М4;

- Sherman M-1 – означение на версии М4, въоръжени със 76-mm оръдие М1;

- Super Sherman M-1 – означение на версии M4A1(76) с HVSS окачване;

- Sherman M-3 – означение на версии М4, въоръжени със 75-mm оръдие М3;

- Sherman M-4 – означение на версии М4, въоръжени със 105-mm гаубица М4;

- Sherman M-50 – М4, превъоръжени след 1956 г. с френско 75-mm оръдие CN 75 – 50 от танка AMX13. Срещат се и с означението Super Sherman;

- Sherman M-50 Continental – модификация на Sherman M-50 с бензинов двигател Continental R-975 и VVSS окачване;

- Sherman M-50 Cummins – модификация на Sherman M-50 с дизелов двигател Cummins и HVSS окачване;

- Израелски М-51 с купола от Т23 и оръдие от френския танк АМХ-30Sherman M-51 – модификация на М4А1 с HVSS окачване и купола от Т23, превъоръжени със скъсен вариант на френското 105-mm оръдие CN-105-F1 от танка AMX-30. Срещат се и с името I-Sherman;

- L-33 – самоходна 155-mm гаубица Soltam M-68 на шаси на М4 с дизелов двигател Cummins VT-8-460Bi и HVSS окачване;

- L-39 – самоходна 155-mm гаубица Soltam M-68 с дължина на оръдието L39;

- M-50 155 mm – самоходна 155-mm гаубица на основата на М-50;

- Израелска 160-mm минохвъргачка Makmat 160 mmMakmat 160 mm – самоходна 160-mm минохвъргачка Soltam M-66;

- Израелска установка за реактивен залпов огън MAR-240MAR-240 – система за реактивен залпов огън с надлъжно разположени 36 240-mm установки;

- Израелска система за изстрелване на ракети земя-земя MAR-290 EpiskopiMAR-290 Episkopi – система за изстрелване на ракети земя-земя;

- Израелска система за изстрелване на антирадарна ракета KilshonKilshon – система за изстрелване на антирадарна ракета на основата на M4A1 с HVSS окачване и дизелов двигател;

- Sherman Morag – израелско означение на минния тралщик Sherman Crab;

- Trail Blazer (Gordon)  – бронирана ремонтно-евакуационна машина на шаси от M4А1 с монтиран кран;

- Израелски Ambutank за медицинска евакуацияAmbutank – бронирана машина за медицинска евакуация на основата на М4А1;

- Eyal Observation Post Vehicle – мобилен наблюдателен пункт на основата на М4А1 с монтирана на мястото на куполата 27-метрова телескопичен наблюдателен пост.

### Канада
- M4 Sherman Badger – огнеметен танк на основата на M4A2 HVSS с премахната купола;

- M4 Sherman Kangaroo – безкуполна машина, използвана като бойна машина на пехотата за превоз на войници на основата на М4A1 Grizzlie;

- Skink (AA, 20 mm Quad) – зенитна 20-mm четирицевна установка на основата на М4A1 Grizzlie;

### Мексико
- M32 Chenca – подобрена версия бронираната ремонтно-евакуационна машина М32В1;

## Бойно използване
- Танкове М4 в Нормандия 1944 г.Втора световна война (1939 – 1945)

- Китайска гражданска война (1927 – 1950)

- Индонезийска национална революция (1945 – 1949)

- Първа индокитайска война (1946 – 1954)

- Арабско-израелска война (1948)

- Гражданска война в Гърция (1946 – 1949)

- M4A3E8 Easy eight от 89-и танков батальон по време на войната в Корея 1950 – 1953 г.Корейска война (1950 – 1953)

- Суецка криза (1956 – 1957)

- Ливанска криза (1958)

- Кубинска революция (1953 – 1959)

- Инвазия в Залива на свинете (1961)

- Индо-пакистанска война (1965)

- Шестдневна война (1967)

- Индо-пакистанска война (1971)

- Война от Йом Кипур (1973)

- Угандийско-танзанийска война (1978 – 1979)

- Сандинистка революция (1978 – 1979)

- Ливанска гражданска война (1975 – 1990)

## Бивши оператори
- Австралия

- Австрия

- Аржентина

- Бангладеш

- Белгия

- Бразилия

- Великобритания

- Гърция

- Дания

- Египет

- Етиопия

- Израел

- Индия

- Индонезия

- Ирак

- Иран

- Ирландия

- Италия

- Йемен

- Йордания

- Канада

- Китай

- Куба

- Лаос

- Ливан

- Малта

- Мексико

- Мианмар

- Никарагуа

- Нова Зеландия

- Норвегия

- Оман

- Пакистан

- Парагвай

- Перу

- Полша

- Португалия

- Република Южна Африка

- Саудитска Арабия

- Сирия

- Повреден съветски танк М4, доставен по договора „Заем-наем“ по време на Втората световна война, 1944 г. СССР

- САЩ

- Турция

- Уганда

- Филипини

- Нидерландия

- Чили

- Шри Ланка

- Югославия

- Южен Виетнам

- Южна Корея

- Япония